# Шлюп (тип ветрилно стъкмяване)
Вижте пояснителната страница за други значения на Шлюп.
Шлюп (на английски: sloop) – установен към средата на 19 век тип косо ветрилно стъкмяване с една мачта и две основни ветрила, предно (стаксел) и задно – (съответно, грот).
Разграничават се според типа на грота: бермудски, гафелни, шпринтови, рейкови и т.н. Допълнителните ветрила варират в зависимост от времето и мястото на постройка: прави марсели (19 век), кливери (началото на 20 век), спинакери (от средата на 20 век).
В началото на 20 век за шлюпа в Европа се допуска да има само един стаксел, а в Америка – един или два стаксела. Като второстепенен признак, зависещ от броя на предните ветрила, служи разположението на мачтата в района на 1/4 от дължината по конструктивната водолиния (КВЛ) от носа при шлюпа. Шлюповете, за разлика от тендерите могат да имат само постоянен бушприт.
Маневрените характеристики на шлюпа са по-добри, отколкото при тендера. Затова и поради всеобщото признаване на предимствата на удължените ветрила тендерите почти престават да се строят. От този момент бермудският шлюп става господстващ вид стъкмяване. В неговото развитие за последните петдесет години следва да се отбележи тенденцията за увеличаване на височината на стаксела. Днес повечето шлюпове имат топов стаксел или стаксел с височина 3/4 – 7/8 височината на ветрилата. Мачтата при това се премества по-близо към средата на дължината на яхтата.
От 20 век повечето от малките спортни ветроходи са снабдени с бермудски шлюп.